# Кооперативна праця з допомогою комп'ютера
Термін Кооперативна праця з допомогою комп'ютера (англ. computer-supported cooperative work, CSCW) був вперше введений Айріном Грейфом і Полом М. Кешманом в 1984 році, на семінарі за участю осіб, зацікавлених у використанні технології для підтримки людей в їх роботі. В 1987 році д-р Чарльз Фіндлі представив концепцію спільної навчальної роботи. За Карстенсеном і Шмідтом, CSCW розглядається «як спільна діяльність та її координація, що може підтримуватися за допомогою комп'ютерних систем.» З одного боку, багато авторів вважають, що CSCW і програмне забезпечення для групової роботи є синонімами. З іншого боку, різні автори стверджують, що в той час як програмне забезпечення для групової роботи відноситься до реальних комп'ютерних систем, CSCW фокусується на вивченні інструментів і методів пз для групової роботи, а також її психологічні, соціальні та організаційні ефекти. Визначення Уілсона (1991) висловлює різницю між цими двома поняттями: CSCW це загальний термін, який поєднує в собі розуміння того, як люди працюють разом зі стимулюючою технологією комп'ютерних мереж і пов'язаним з ними обладнанням, програмним забезпеченням, послугам та технологіями.

## Основні проблеми
CSCW є проектно-орієнтованою академічної областю, яка має міждисциплінарний характер і об'єднує економістів, організаційних теоретиків, педагогів, соціальних психологів, соціологів, антропологів і комп'ютерних вчених, та інших. Досвід дослідників в різних комбінованих і дисциплінах допомагає дослідникам визначити місця для можливого розвитку. Незважаючи на різноманітність дисциплін, CSCW є ідентифікованим полем досліджень, спрямованим на розуміння характеристик взаємозалежної групової роботи з метою розробки адекватних комп'ютерних технологій для підтримки такої спільної роботи.
По суті, CSCW виходить за рамки самої технології будівництва і зосереджується на тому, як люди працюють в групах і організаціях, а також на впливі технологі' на ці процеси. CSCW відкрила в великій мірі об'єднання між соціальними вченими і технологами, як розробниками, що працюють разом, щоб подолати технічні і нетехнічних проблеми в одних і тих же користувацьких просторах. Наприклад, багато фахівців R & D, що працюють з CSCW є комп'ютерними вченими, які зрозуміли, що соціальні фактори грають важливу роль в розвитку спільних систем. З іншого боку, багато суспільствознавців, які розуміють зростаючу роль технології в нашому соціальному світі стали «технологами», які працюють в R & D лабораторії для розробки спільних систем.
Протягом багатьох років, CSCW дослідники визначили ряд основних вимірів спільної роботи. Неповний список включає в себе: Обізнаність: люди, що працюють разом повинні бути в змозі отримати певний рівень загальних знань про діяльність один одного .
Артикуляційну роботу :. співпрацюючи люди повинні якось розділити роботу на блоки між собою і, після того, як робота буде виконана, реінтегрувати їх.
Асигнуваннях (або tailorability): як фізична особа або група адаптує технологію до своєї конкретної ситуації; технологія може бути присвоєна розробниками цілком не навмисно .
Ці концепції в значній мірі визначаються на основі аналізу систем, розроблених дослідниками в CSCW спільноти, або через вивчення існуючих систем (наприклад, Wikipedia). Дослідники CSCW, які розробляють і будують системи намагаються вирішити основні концепції по-новому. Однак складність домену робить важчим отримання переконливих результатів; успіх систем CSCW часто настільки залежить від особливостей соціального контексту, що важко узагальнювати то шаблону.
Отже, системи CSCW, які засновані на конструкції успішних систем можуть не розглядатись в інших, здавалося б, аналогічних контекстах з цілої низки причин, які практично неможливо визначити заздалегідь. CSCW дослідник Марк Аккерман називає це «розрив між тим, що ми повинні підтримувати соціально і те, що ми можемо підтримати технічно». Соціально-технічний розрив описує основну дослідницьку програму CSCW: «вивчення та розуміння зменшить цю прогалину».

## Матриці
Одним з найбільш поширених способів концептуалізації систем CSCW повинен розглядатись контекст використання системи. Однією такою концептуалізації є CSCW Матриці, вперше введені в 1988 Йохансеном; вона також з'являється в Baecker (1995). Матриця розглядає контексти роботи за двома напрямками: по-перше, чи є суміщена або географічно розподілена, і друге чи індивідууми співпрацюють синхронно (одночасно) або асинхронно (не залежно від інших).
- Однаковий час / те ж місце (Взаємодія «Face to Face»)
  - Roomware
  - Загальні таблиці, настінні дисплеї
  - Цифрові дошки
  - Електронні системи конференції
  - Програми спільного екрану
  - Система підтримки прийняття рішень групи
- Однаковий час / різні місця (Віддалена взаємодія)
  - Електронні системи конференцій
  - Відеоконференція
  - Програми реального часу
  - Миттєвий обмін повідомленнями, електронна пошта, чат
  - Телефонні переговори

- Різні моменти часу / одне місце (Безперервне завдання (Поточне завдання))
  - Командні кімнати,
  - Великі дисплеї
  - Warrooms (кімнати сперечань)

- Різні моменти часу / різні місця (Зв'язок + Координація)
  - Електронні системи конференц
  - Блоги
  - Workflow
  - Контроль версій

Існує спільний режим, званий мульти-синхронний, що не може відповідати матриці.

## Проблеми

### Управління
Зазвичай, команди, що працюють в середовищі CSCW потребують таких самих методів управління, як і інші команди. Однак, дослідження показали, що розподілені CSCW команди потребують більшого контролю під час групування, ніж традиційні робочі групи, в значній мірі сприяти згуртованості і симпатії серед людей, які не мають можливості взаємодіяти особисто, як до, так і після формування робочої групи.

### Творчість
Зі збільшенням участі в робочих CSCW-середовищах, дослідники стали зацікавленими у освоєнні творчих здібностей у таких форумах. Проте, дослідження показали що елементи інтерфейсу CSCW-середовища часто сповільнюють творчу співпрацю через конструкцію самих інтерфейсів. Начебто, там розрив між людьми котрі потребують соціально займатися творчістю і технічними проектами, доступними для підтримки такої творчості. Таким чином, дослідники продовжують вивчати інструменти, яких люди потребують для групової творчої роботи і зосереджують свої зусилля на розробці

### Ухвалення програмного забезпечення для роботи в групах
Програмне забезпечення для групової роботи йде пліч о пліч з CSCW. Термін відноситься до програмного забезпечення, яке розроблено для підтримки діяльності групи або організації діяльності завдяки мережі і включає в себе листування електронною поштою, конференції, групові календарі, засоби управління документообігом, тощо.
У той час як програмне забезпечення для групової роботи дає змогу досягти організаційних цілей, брати участь у спільній роботі географічно розкиданим командам, але також існує багато проблем, які супроводжують такого типу системи. Наприклад, програмне забезпечення для групової роботи часто вимагає від користувачів вивчати нові системи, які користувачі можуть сприймати як збільшення кількості роботи без особливої користі. Якщо члени команди не готові вчитись і приймати нове програмне забезпечення для групової роботи, то важко(якщо взагалі не неможливо) для організації по розробити необхідну кількість більшості програмного забезпечення для групової роботи для того щоб бути корисними. Крім того, дослідження показало, що програмне забезпечення колективної роботи вимагає ретельної реалізації в умовах групи, і розробники продукту поки що не вдалося знайти найбільш оптимальний спосіб введення таких систем в організаційному середовищі.
З технічного боку питання мереж з програмним забезпеченням групової роботи часто створює проблеми у використанні такого ПЗДГР для CSCW середовища. У той час як доступ до мережі Інтернет стає все більш поширеним, географічно розкидані користувачі як і раніше стикаються з проблемами різних умовних мереж. Наприклад, вебконференції можуть бути досить складним завданням, якщо деякі члени команди мають дуже повільне з'єднання а інші можуть використовувати високі швидкості з'єднання
3.4 Між поколінні групи
Одним із постійним завдань в умовах CSCW є розвиток інфраструктури, яка б могла подолати прірву між поколіннями у віртуальних командах.
В ідеалі, система конструкції буде вміщати усіх членів групи, але пристосовувати старших працівників до нових інструментів CSCW часто буває важко. Це може викликати проблеми у віртуальних командах через необхідність враховувати знання і досвід, який приносять у команду старші працівники з технологічними проблемами нових віртуальних середовищ. Орієнтування та перенавчання старших працівників, щоб ефективно використовувати нові технології, часто буває важким, так як вони зазвичай мають менше досвіду, ані ж більшість молодих .

## Переваги
CSCW-середовища, безумовно, стикаються з проблемами, але вони також мають багато переваг. Наприклад, команди, які працюють разом асинхронно надають членам зручні можливість щоб зробити свій внесок, коли вони хочуть, та із зручного їм місця, усуваючи необхідність для членів «синхронізації розкладів». CSCW також дозволяє співробітникам з конкретним досвідом, бути частиною команди без турбот географічних обмежень.
CSCW також може забезпечити значне скорочення витрат компаній, які реалізують віртуальні команди і дозволяють співробітникам працювати вдома, усуваючи необхідність у поїздках, орендуванні службових приміщень, парковці, електричній оргтехніці і т. д. З іншого боку, з точки зору працівника, пом'якшуються витрати, пов'язані зі спілкування.
Крім того, дослідження показало, що використання декількох потоків зв'язку може збільшити співучасть групи і внесок кількох членів команди і сприяти більш однорідній комунікаційній структурі. У тому ж ключі, CSCW комунікації які базуються на тексті, такі як електронна пошта, дозволяє користувачам вести облік зв'язку і може сприяти довгостроковому співробітництву та навчанню завдяки спостереженням інших.

## Проблеми дослідження

### Відмінні значення
Навіть в області CSCW дослідники часто спираються на різні журнали, дослідження, контекстуальні фактори і шкільні думки, які можуть привести до розбіжностей і плутанини, особливо, коли загальні терміни в області використовуються тонко різними способами («користувач», «здійснення» і т. д.) Крім того, вимоги користувачів змінюються з плином часу і часто не зрозумілі для учасника через їх мінливий характер і той факт, що вимоги завжди динамічні.

### Визначення потреб користувачів
Оскільки організація багатоаспектна, досліднику CSCW часто важко вирішити, який набір (набори) інструментів принесе користь для конкретної групи. Це ускладнюється тим, що практично неможливо точно ідентифікувати потреби і вимоги користувачів / груп / організації оскільки такі потреби і вимоги неминуче змінюються за рахунок впровадження самої системи. Навіть коли дослідники вивчають потреби через кілька ітерацій, такі вимоги часто змінюються і розвиваються навіть коли, дослідники завершили певну ітерацію дослідження.

### Оцінка і вимірювання
Діапазон дисциплінарних підходів, мобілізованих в реалізації CSCW- систем робить для CSCW важчим оцінювання, вимірювання та узагальнення. Оскільки дослідники оцінюючи CSCW системи часто не враховують кількісні дані на користь натуралістичного дослідження, результати можуть значною мірою мати суб'єктивний характер в силу складності і мульти-аспектності самих організацій. Можливо, в результаті дискусії між якісними та кількісними дослідниками, три підходи оцінювання з'явивлося в літературі вивчення систем CSCW. Проте, кожен підхід стикається зі своїми власними унікальними проблемами і слабкими сторонами:
- Метод-орієнтована — структура пояснює методи дослідження CSCW без надання рекомендацій для вибору найкращого методу для конкретного питання дослідження.
- Концептуальні засади — забезпечення керівних принципів для визначення факторів, які дослідник повинен розглянути і оцінити за допомогою досліджень CSCW, але не в змозі зв'язати концептуальні конструкції з методичними підходами. Таким чином, в той час як дослідники можуть знати, які фактори важливі для їх досліджень, вони можуть мати труднощі в розуміння методології, яка забезпечить найбільш інформативний результат.
- Концептуально-орієнтована структура забезпечує конкретні рекомендації для вивчення ізольованих аспектів CSCW, але не має вказівки щодо того, як можна пов'язати конкретні галузі дослідження, щоб сформувати більш повне уявлення.

## Конференції
З 2010 року Асоціація обчислювальної техніки проводила щорічну конференцію по CSCW. З 1986—2010, вона проходила раз в два роки. [25] Конференція в даний час проводиться в лютому або березні відносно особливості дослідження в області розробки і використання технологій, які впливають на організаційну та групову роботу. З стрімким розвитком нових пристроїв, які дозволяють співпрацю в різних місцях і контекстах, CSCW прагне об'єднати дослідників з різних наукових кіл і промисловості, щоб обговорити багато аспектів віртуального співробітництва з обох соціальних і технічних аспектів.
На міжнародному рівні, Інститут інженерів з електротехніки та електроніки є спонсором Міжнародної конференції з комп'ютерної підтримки роботи і дизайну, яка проходить раз на рік. Крім того, Європейське товариство з Соціально інтегрованих технологій є спонсором Європейської конференції з комп'ютерної підтримки групової роботи, яка проводиться раз на два роки з 1989 року.